# Angelo Mosca
Angelo Valentino Mosca (Waltham, 13 febbraio 1937 – Hamilton, 6 novembre 2021) è stato un giocatore di football americano e wrestler statunitense di origini italiane.
Nel 1987 è stato ammesso nella Canadian Football Hall of Fame, nel 2012 è stato inserito nella Hamilton Sports Hall of Fame, e nel 2013 nella Ontario Sports Hall of Fame.

## Carriera nel wrestling
Mosca fu introdotto nel mondo del wrestling dal promoter di Montreal Eddie Quinn. Esordì come lottatore ritirandosi definitivamente dal football. Lottò come heel in Nord America con lo pseudonimo "King Kong Mosca", poi divenne un face all'inizio degli anni ottanta.
Nel 1981 lottò anche nella World Wrestling Federation, sfidando il campione WWF Bob Backlund, ma senza successo. Ebbe inoltre un feud con Pat Patterson.
Si ritirò dal ring a metà anni ottanta e divenne commentatore dei programmi WWF in Canada dall'agosto 1984 al gennaio 1985. Dopo essere stato licenziato dalla WWF, Mosca promosse eventi della NWA nella zona di Ontario, Canada, nel periodo 1985-87.
Il figlio di Mosca, Angelo Mosca Jr., ebbe una breve (ma di successo) carriera come lottatore.

## Titoli e riconoscimenti

### Football americano
- Canadian Football League
  - Canadian Football Hall of Fame (Classe del 1987)

### Wrestling
- American Wrestling Association
  - AWA British Empire Heavyweight Championship (1)
- Big Time Wrestling (San Francisco)
  - NWA United States Heavyweight Champion (San Francisco version) (1)
- Cauliflower Alley Club
  - Other honoree (1996)
- Championship Wrestling from Florida
  - NWA Florida Bahamian Championship (1)
  - NWA Florida Global Tag Team Championship (1) con Bobby Duncum
  - NWA Southern Heavyweight Championship (Florida version) (1)
- Georgia Championship Wrestling
  - NWA Columbus Heavyweight Championship (1)
  - NWA Georgia Heavyweight Championship (1)
  - NWA Macon Heavyweight Championship (1)
- Maple Leaf Wrestling
  - NWA Canadian Heavyweight Champion (Toronto version) (5)[3]
- Mid-Atlantic Championship Wrestling
  - NWA Mid-Atlantic Television Championship (2)
- NWA Tri-State
  - NWA Tri-State Brass Knuckles Championship (1)
- Pro Wrestling Illustrated
  - 305º classificato nella lista dei migliori 500 wrestler nei "PWI Years" del 2003.
- Stampede Wrestling
  - Stampede North American Heavyweight Championship (1)
  - Stampede Wrestling Hall of Fame (Classe del 1995)[4][5]
- World Wrestling Council
  - WWC Caribbean Heavyweight Championship (1)
- Wrestling Observer Newsletter
  - Worst Television Announcer (1984)